# Licheń Stary
Licheń Stary je vesnice v gmině Ślesin v okrese Konin. Nachází se zde Bazilika Matky Boží Bolestné Královny Polska.